# بتا-هگزاکلروسیکلوهگزان
بتا-هگزاکلروسیکلوهگزان (به انگلیسی: Beta-Hexachlorocyclohexane) با فرمول شیمیایی C۶H۶Cl۶ یک ترکیبات آلی کلر است که جرم مولی آن ۲۹۰٫۸۳ g/mol می‌باشد. ایزومر دیگر این ترکیب آلفا هگزاکلروسیکلوهگزان نام دارد. این ترکیب در زنجیره تولید حشره کش لیندان می‌باشد.